# Laimbue
Le laimbue est une langue bantoïde des Grassfields du groupe Ring parlée dans le Nord-Ouest du Cameroun, dans le département du  Menchum et l'arrondissement de Wum, également dans le département du Boyo dans l'arrondissement de Fundong. 
Le nombre de locuteurs était estimé à 5 000 en 1994. 